# سكوت (مقاطعة لنكولن)
سكوت، مقاطعة لنكولن (بالإنجليزية: Scott, Lincoln County, Wisconsin)‏ هي بلدة تقع بولاية ويسكونسن في الولايات المتحدة. تبلغ مساحتها 79.4 (كم²)، وترتفع عن سطح البحر 406 م، بلغ عدد سكانها 1287 نسمة في عام 2000 حسب إحصاء مكتب تعداد الولايات المتحدة وتصل الكثافة السكانية فيها 16.5 نسمة/كم2.

## وصلات خارجية
- The US50 - Cities and Towns in Wisconsin State
- Wisconsin Cities and Towns, Facts, Map, Flag, Colleges, Government, and More